# Monkey D. Rufy
Monkey D. Rufy (モンキー・D・ルフィ?, Monkī Dī Rufi) è il protagonista del manga One Piece, scritto e disegnato da Eiichirō Oda, e delle sue opere derivate. Nell'edizione italiana della serie televisiva anime è soprannominato Rubber fino all'episodio 578, mentre a partire dall'episodio 579, nei film usciti al cinema anche in Italia, nell'adattamento live-action e nella versione sottotitolata Netflix dell'anime viene mantenuta la sua traslitterazione ufficiale Monkey D. Luffy.
Rufy è un ragazzo il cui corpo ha acquisito le proprietà della gomma dopo aver inavvertitamente ingerito un frutto del diavolo: grazie a ciò può eseguire una vasta gamma di attacchi accumulando energia nel proprio corpo e sfruttando l'elasticità dei suoi arti; tale frutto è inizialmente presentato con il nome di Gom Gom ma nel corso della trama si scopre la sua reale natura, ossia quella dell'Homo Homo modello Nika, che permette a Rufy di trasformarsi nell'omonimo guerriero leggendario e di acquisirne i poteri. Per inseguire il suo sogno di trovare il leggendario tesoro One Piece appartenuto a Gol D. Roger e diventare il Re dei pirati, egli salpa dal suo villaggio nel Mare Orientale e si mette in viaggio attraverso la Rotta Maggiore, raccogliendo intorno a sé una ciurma, conosciuta come i pirati di Cappello di paglia, e affrontando numerosi nemici.
Oltre al manga, Rufy compare anche in altri media legati alla serie, tra cui l'anime, i film, gli OAV e speciali, e nei diversi videogiochi e nella serie televisiva live action.

## Concezione e sviluppo
Una prima versione del personaggio era già presente in Forward, prototipo di One Piece ideato da Oda nel 1994. Qui si sarebbe dovuto chiamare Monkey D. Pao: fisicamente molto simile a Rufy, avrebbe dovuto essere un ladro anziché un pirata. 
Il personaggio è stato poi ripensato come pirata e il suo nome è stato modificato una volta iniziato lo sviluppo di One Piece. Rufy compare tanto nella prima bozza della ciurma quanto nelle prime due stesure dell'opera, conosciute entrambe con il titolo Romance Dawn, dove è identico al personaggio presente nel manga attuale: la sola differenza nell'aspetto fisico è la cicatrice sotto l'occhio sinistro, assente nelle prime stesure ma presente nella bozza della ciurma. Originariamente il suo sogno consisteva nel diventare un piece man, ossia un pirata animato solo dallo spirito d'avventura, per contrastare i morgania, pirati interessati solo al denaro: tale sogno è stato mantenuto in entrambe le stesure di Romance Dawn. Sin dall'inizio il suo più grande tesoro consisteva nel suo cappello di paglia: tuttavia, mentre nella prima stesura di Romance Dawn il cappello gli viene regalato da Shanks come nell'opera attuale, nella seconda stesura gli viene donato da suo nonno, vecchio piece man ed archetipo di Monkey D. Garp. Anche il suo Jolly Roger era differente: era sempre presente il teschio con il cappello di paglia, ma anziché le ossa incrociate vi erano delle braccia allungate ed ondeggianti.
L'autore ha affermato di aver creato Rufy come un personaggio che agisce prima di pensare, sottolineando questa sua caratteristica non facendolo quasi mai esprimere attraverso pensieri o monologhi interiori. Tuttavia, rendendosi conto che il Rufy della prima metà della storia non avrebbe funzionato nella seconda, ha avvertito la necessità di farlo maturare attraverso la morte di Ace e un allenamento di due anni; la durata del timeskip è stata decisa per evitare che Rufy diventasse troppo adulto, così da mantenere il target shōnen del personaggio. 
Rispondendo a una domanda di un fan, che gli ha fatto notare che il frutto di Rufy è relativamente debole rispetto a molti altri poteri comparsi nel manga, Oda ha anche dichiarato che, non sopportando l'idea di un eroe assolutamente invincibile, ha scelto quel potere per il suo protagonista perché è il più ridicolo che gli fosse venuto in mente: l'autore sostiene infatti che indipendentemente da quanto il manga possa diventare serio Rufy continuerebbe ad allungarsi e a deformarsi, permettendogli di creare scene divertenti in qualsiasi momento. Ciò risulta particolarmente evidente con il risveglio del frutto durante lo scontro con Kaido, con il quale Rufy assume comportamenti e abilità paragonabili a quelle dei personaggi di cartoni animati slapstick, come i Looney Tunes o Tom & Jerry: proprio da questi ultimi Oda ha tratto ispirazione per la creazione del risveglio, sostenendo però che gli è risultato difficile contrapporre la serietà di Kaido con gli scherzi e le battute di Rufy durante lo scontro; ha inoltre affermato di aver ideato il risveglio in quel modo perché voleva divertirsi nel disegnarlo, pur sapendo che non tutti i lettori lo avrebbero apprezzato:
(Eiichiro Oda, durante un'intervista doppia contenuta nel numero 34 di Weekly Shonen Jump, pubblicato il 24 luglio 2022)

### Nome
La traslitterazione ufficiale del nome giapponese del personaggio è Monkey D. Luffy, come compare ad esempio sugli avvisi di taglia. Eiichirō Oda ha dichiarato di averlo scelto perché suonava appropriato per il suo protagonista. Solo in seguito scoprì che esiste il termine inglese luffing, equivalente dell'italiano «orzare», usato in ambito velico e si disse compiaciuto della coincidenza.
Nell'edizione italiana del manga, ルフィ?, Rufi è stato traslitterato invece come Rufy: tale nome è utilizzato anche nell'adattamento italiano di vari media, tra i quali la trasmissione sottotitolata in streaming su Crunchyroll. Nella versione italiana dell'anime al personaggio viene assegnato il soprannome Rubber, giustificandolo, come asserisce il protagonista stesso, come conseguenza per aver mangiato il frutto Gom Gom ed essere diventato quindi un "uomo di gomma". Ciononostante, nel flashback dell'episodio 4 il personaggio viene chiamato Rubber ancora prima di aver ingerito il frutto. Nell'episodio 400 è stato chiamato Monkey D. Rubber mentre, nelle introduzioni presenti a partire dall'episodio successivo, è stato detto che il suo vero nome fosse Monkey D. Luffy e che Rubber fosse un soprannome. Nell'edizione italiana del film One Piece Gold - Il film viene chiamato unicamente Monkey D. Luffy per la prima volta; il nome originale viene ripristinato nella serie a partire dall'episodio 579, per poi essere utilizzato anche nell'adattamento live-action di Netflix e nell'anime sottotitolato pubblicato sulla stessa piattaforma.

## Biografia del personaggio

### L'infanzia, il Mare Orientale e la prima metà della Rotta Maggiore

Copertina italiana del volume 1 del manga, raffigurante i primi membri della ciurma: da sinistra Nami, Rufy e Zoro

Rufy è il figlio del leader dell'armata rivoluzionaria Monkey D. Dragon e nipote del viceammiraglio della marina Monkey D. Garp: nato nel villaggio di Foosha, sull'Isola Dawn nel Mare Orientale, da bambino fa conoscenza con Shanks il Rosso, capitano di una banda di pirati che si trovavano sull'isola. Il pirata fa da subito una buona impressione al ragazzino, spingendolo a chiedergli più volte di farlo entrare nella sua ciurma, ottenendo però sempre un netto rifiuto dal capitano; nel mentre si nutre accidentalmente del Frutto del diavolo chiamato Gom Gom, che lo rende un uomo di gomma. Un giorno Shanks salva Rufy da una banda di malviventi e subito dopo dall'attacco di un mostro marino, a costo del suo braccio sinistro: a seguito di ciò Rufy promette a Shanks che sarebbe diventato Re dei pirati, ricevendo dal capitano il suo cappello di paglia come pegno della promessa. Dopo la partenza del Rosso Rufy viene affidato da suo nonno alle cure di Curly Dadan dove conosce Portuguese D. Ace e Sabo, con i quali stringe un patto di fratellanza: i tre decidono di prendere il mare al compimento dei diciassette anni, ma Sabo viene apparentemente ucciso da un Nobile mondiale. 
Dieci anni dopo Rufy salpa dall'isola e inizia a riunire una ciurma, composta dallo spadaccino Roronoa Zoro, dalla ladra e navigatrice Nami, dal cecchino Usop e dal cuoco Sanji, entrando anche in possesso della nave Going Merry donata loro da Kaya, amica di Usop; nel mentre affronta e sconfigge alcuni tra i pirati più pericolosi del Mare Orientale come Bagy il clown, Kuro, Creek e l'uomo-pesce Arlong facendosi così notare dalla marina, che gli mette una taglia sulla testa. Intenzionati a entrare nella Rotta maggiore sfuggono alla cattura da parte del capitano della Marina Smoker, giungendo alla Reverse Mountain dove conoscono Crocus, ex medico di bordo del precedente Re dei pirati Gol D. Roger, e la balena Lovoon; qui si imbattono in un'organizzazione criminale capitanata dal membro della Flotta dei Sette Crocodile chiamata Baroque Works. Conoscono anche Nefertari Bibi, principessa del regno di Alabasta preso di mira dall'organizzazione; la ciurma accompagna Bibi a salvare il suo paese, conoscendo e reclutando nel mentre il medico TonyTony Chopper, una renna antropomorfa e dotata di intelligenza umana. Ad Alabasta sconfiggono Crocodile, che viene arrestato poi da Smoker, e liberano il paese; conoscono inoltre Nico Robin, ex braccio destro di Crocodile e unica persona al mondo in grado di leggere i Poignee Griffe. Dopo essere sfuggiti a Marshall D. Teach giungono sull'isola nel cielo Skypiea, dove Rufy sconfigge il dispotico tiranno dell'isola Ener. Tornati a terra, dopo il conflitto con Foxy incontrano l'ammiraglio della Marina Aokiji, che nonostante sconfigga facilmente Rufy li lascia scappare come ringraziamento per aver catturato Crocodile. Giunti a Water Seven scoprono che la Merry non potrà più navigare essendo ormai irrimediabilmente danneggiata, e decidono di trovare una nuova nave. Contestualmente, Robin viene rapita dalla CP9 il cui capo, Spandam, è intenzionato a sfruttarla per trovare l'Arma ancestrale Pluton: la ciurma si dirige quindi a Enies Lobby a salvarla assieme a Franky, un cyborg carpentiere conosciuto nel mentre. Sull'isola Rufy dichiara apertamente guerra al Governo mondiale sconfiggendo i membri della CP9 Blueno e Rob Lucci. Salvata Robin, tornano a Water Seven dove Franky costruisce loro una nuova nave, la Thousand Sunny, unendosi poi alla ciurma. Nel Triangolo Florian conoscono lo scheletro musicista Brook, che si unisce a loro, e sconfiggono il membro della Flotta dei sette Gekko Moria.
Arrivano quindi all'arcipelago Sabaody: qui fanno conoscenza con Kayme, una sirena, e con Silvers Rayleigh, vicecapitano della ciurma di Gol D. Roger, cui chiedono di preparare la Sunny al viaggio verso l'isola degli uomini-pesce. Tuttavia, per difendere Kayme, Rufy prende a pugni un Nobile mondiale venendo quindi attaccato dall'ammiraglio Kizaru. Nonostante l'intervento di Rayleigh la ciurma viene intercettata da Orso Bartholomew, che con i suoi poteri spedisce i membri in varie parti del mondo. Rufy attera ad Amazon Lily, dove fa la conoscenza dell'imperatrice dell'isola Boa Hancock e dove scopre che Ace è stato catturato da Teach, ora membro della Flotta dei Sette, e sta per essere giustiziato. Grazie all'aiuto di Hancock, invaghitasi di lui, Rufy riesce a introdursi ad Impel Down nel tentativo di liberare il fratello: nonostante non riesca nell'intento incontra nella prigione Bagy, Crocodile, il membro della Flotta Jinbe, il rivoluzionario Emporio Ivankov e gli ex membri della Baroque Works Mr. 1, Mr. 2 e Mr. 3, con i quali riesce a fomentare un'evasione di massa. Il gruppo si dirige a Marineford, dove si sta combattendo una guerra tra la ciurma di Barbabianca, ossia i compagni di Ace, e la marina. Grazie agli sforzi combinati degli evasi e della flotta di Barbabianca Rufy riesce a giungere al patibolo e a liberare il fratello, che tuttavia muore per difendere Rufy da un attacco dell'ammiraglio Akainu. Rufy, collassato dal dolore, viene messo in salvo da Jinbe, dalla supernova Trafalgar Law e da Shanks, giunto sul luogo per porre fine alla guerra. Ritornato ad Amazon Lily, dove viene aiutato da Jinbe a superare la depressione ricordandogli che ha ancora i suoi amici per cui combattere, viene raggiunto da Rayleigh, che gli propone di allenarlo per i due anni successivi: grazie a Jinbe e a Rayleigh riesce a far giungere ai suoi compagni il messaggio che si sarebbero ritrovati al Sabaody da lì a due anni.

### Il Nuovo Mondo e lo scontro con gli imperatori
Due anni dopo, la ciurma si riunisce all'arcipelago Sabaody e salpa per l'isola degli uomini-pesce: qui sconfiggono i nuovi pirati uomini-pesce capitanati da Hody Jones e fanno amicizia con il re dell'isola Nettuno e con la principessa Shirahoshi, alla quale Rufy promette che in futuro l'avrebbe accompagnata a visitare la superficie; inoltre si riunisce con Jinbe, al quale chiede di unirsi alla ciurma ricevendo un temporaneo rifiuto. Giunti nel Nuovo Mondo sbarcano sull'isola di Punk Hazard, dove Rufy stringe un'alleanza con Trafalgar Law finalizzata ad abbattere l'imperatore Kaido: insieme, aiutati da Smoker, catturano Caesar Clown, ex scienziato del Governo ora produttore di Frutti del diavolo artificiali per conto del membro della Flotta dei sette Donquijote Do Flamingo, il quale li rivende poi proprio a Kaido. Fanno anche la conoscenza di Kin'emon, samurai del paese di Wa, e di Momonosuke: assieme a loro salpano alla volta di Dressrosa, regno di Do Flamingo. Qui Rufy scopre che questi è in possesso del frutto appartenuto ad Ace, il Foco Foco, e che ha indetto un torneo per vincerlo: Rufy vi si iscrive, facendo la conoscenza di vari pirati e combattenti in lizza per ottenere il frutto. Superate le eliminatorie Rufy si riunisce a Sabo, sopravvissuto all'attacco del Nobile Mondiale e unitosi all'armata rivoluzionaria, con il quale si scambia nel torneo dirigendosi poi ad affrontare Do Flamingo assieme a Law. Dopo averlo sconfitto, sfugge all'attacco dell'ammiraglio Fujitora e riceve la richiesta di alcuni dei combattenti del torneo di formare una flotta ai suoi ordini. 
La ciurma, i samurai e Law giungono a Zo, dove fanno la conoscenza con la tribù dei visoni e dove scoprono che Sanji, separatosi assieme a Nami, Brook e Chopper a Dressrosa dalla ciurma, è stato rapito dall'imperatrice Big Mom, intenzionata a farlo sposare con una delle sue figlie per suggellare un patto tra la sua famiglia e quella del cuoco, i Vinsmoke. Giunto a Whole Cake Island Rufy, accompagnato da Nami, Brook, Chopper e dai visoni Carrot e Pedro, riescono a convincere Sanji a tornare con loro, e si alleano con Capone Bege per far cadere l'imperatrice: il piano non funziona e Rufy, per coprire la fuga dei compagni, affronta e sconfigge Charlotte Katakuri. La ciurma riesce, aiutata anche da Jinbe e dai Vinsmoke, a scappare dall'imperatrice e, per questa impresa, Rufy viene insignito informalmente del titolo di imperatore. Arrivati a Wa la ciurma si riunisce e scopre la verità su Kin'emon e sui suoi compagni, venendo a conoscenza della storia di Kozuki Oden, padre di Momonosuke ed ex membro delle ciurme di Barbabianca e Roger. Incontrato Kaido stesso, prova ad affrontarlo venendo tuttavia sconfitto e rinchiuso in una prigione: qui riesce a farsi alleati i vari prigionieri, tra i quali Eustass Kidd e Killer, grazie al cui aiuto riesce ad evadere. Durante l'assalto a Onigashima, al quale si aggiungono i pirati di Kidd e Jinbe, Rufy incontra Yamato, figlia dell'Imperatore, e riesce ad arrivare assieme a Zoro, Law, Kidd e Killer dinanzi a Kaido e Big Mom, giunta nel mentre sull'isola; dopo essere riusciti a separarli, Rufy affronta da solo Kaido riuscendo a sconfiggerlo, grazie all'intervento di Momonosuke, Yamato e al risveglio del suo frutto che si rivela il frutto del Dio del Sole Nika: grazie a questa impresa viene confermato il suo status di Imperatore.
Salpati da Wa, Rufy e la ciurma incontrano Jewelry Bonney e approdano ad Egghead, sede dei laboratori di Vegapunk: qui lo scienziato chiede al pirata di aiutarlo ad abbandonare l'isola, consapevole che il governo ha intenzione di ucciderlo. A seguito del tradimento di York, tuttavia, gli Astri di Saggezza giungono sull'isola assieme a Kizaru e alla CP0 uccidendo il corpo principale di Vegapunk, mentre Rufy e la ciurma riescono a scappare dall'isola grazie all'aiuto dei giganti guerrieri, riuscendo a salvare uno dei satelliti dello scienziato, Lilith.

## Descrizione

### Aspetto fisico

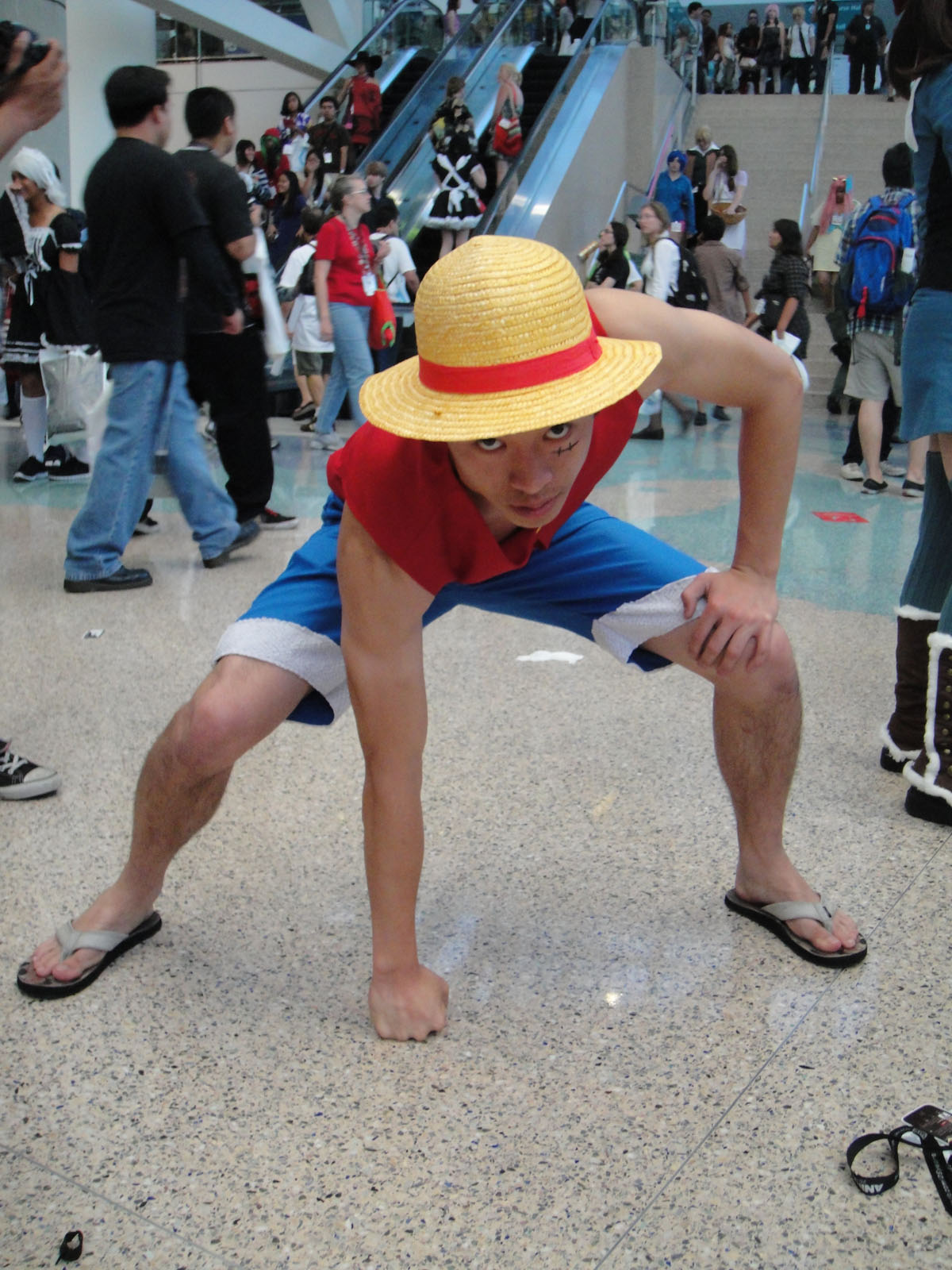
Cosplayer di Monkey D. Rufy prima dei due anni di timeskip all'Anime Expo 2011, nella posizione che assume il personaggio per eseguire il Gear Second

Rufy è un ragazzo magro dai capelli neri, con una cicatrice sotto l'occhio sinistro che si è autoinflitto per dimostrare il suo valore alla ciurma di Shanks. Dopo i due anni di allenamento il suo fisico risulta essere più muscoloso e, a causa di un attacco di Akainu subito durante la battaglia di Marineford, presenta una cicatrice a forma di X sul torace. Indossa sempre il cappello di paglia donatogli da Shanks: tale cappello è diventato il suo simbolo caratteristico, tanto da farlo diventare noto con il soprannome di Rufy "Cappello di paglia" (麦わらのルフィ?, Mugiwara no Rufi). All'inizio della storia ha 17 anni.

### Personalità
(Frase ricorrente di Rufy)
Oda descrive Rufy come il suo "figlio ideale. [...] Di tanto in tanto dice cose che ispirano, ma alla fine vorrei che restasse un bambino in eterno". Rufy è presentato come un personaggio altruista, spensierato ed istintivo, che agisce prima di pensare alle conseguenze; il suo secondo doppiatore italiano, Renato Novara, lo descrive come "[...] un eroe non convenzionale, molto auto-ironico, all'apparenza pasticcione ma pronto a mostrare gli artigli quando serve". Il suo sogno è quello di diventare Re dei pirati, titolo che, secondo lui, identifica la persona più libera del mondo, in grado di vivere tutte le avventure che vuole: questo amore incondizionato per l'avventura e la libertà è stato instillato in lui da Shanks, e sviluppato poi grazie al rapporto con Ace e Sabo, che vedevano nei pirati delle persone libere da qualsiasi vincolo e autorità. Tuttavia, Rufy fa sì che questo suo amore per la libertà non intacchi quella altrui, e più in generale vede la privazione della libertà come il più grande crimine immaginabile. 
Altra caratteristica di Rufy che viene evidenziata è il forte attaccamento agli amici e, in particolare, ai membri della sua ciurma: la necessità e l'importanza del difenderli è un'altra delle lezioni apprese da Shanks. Rufy comprende che non è in grado di realizzare il suo sogno da solo, e che ha bisogno dei suoi compagni per riuscire a superare e colmare i suoi limiti. L'attaccamento ai suoi amici è dimostrato anche dal fatto che non ricorda i nomi dei vari personaggi che conosce nel suo viaggio, affibbiandogli generalmente titoli o nomignoli, mentre si sforza di tenere a mente i nomi delle persone a cui tiene davvero.
Inizialmente presentato come un personaggio a tratti infantile, nel corso della storia i vari eventi lo obbligano a sviluppare una personalità più matura: durante la saga di Water Seven, ad esempio, comprende che il suo ruolo di capitano lo può portare a scelte difficili, come l'abbandono della nave Going Merry a causa della sua impossibilità a navigare ulteriormente nonostante il forte attaccamento della ciurma verso di essa. Il colpo più duro, però, lo subisce con la morte del fratello Ace: da quel momento in avanti inizia a prendere la sua avventura molto più sul serio, diventando meno impulsivo e iniziando a lavorare molto più duramente per raggiungere i suoi traguardi.

### Taglia
La prima taglia assegnata a Rufy è di 30 milioni di berry, la più alta del Mare Orientale. Dopo le vicende di Alabasta viene portata a 100 milioni, nonostante il Governo neghi il suo coinvolgimento nei fatti, per poi essere aumentata a 300 milioni dopo l'assalto a Enies Lobby. Dopo la battaglia di Marineford sale a 400 milioni e a 500 dopo le vicende di Dressrosa. A causa del suo scontro con Big Mom a Tottoland e alla sua successiva fuga la sua taglia viene portata a un miliardo e 500 milioni di berry, venendo insignito informalmente del titolo di quinto imperatore. Dopo la sconfitta di Kaido viene confermato il suo status di imperatore, mentre la sua taglia viene portata a 3 miliardi di berry; sul suo manifesto da ricercato, inoltre, viene posta un'immagine che lo mostra con l'aspetto di Nika dovuto al risveglio del suo frutto.

## Poteri

Copertina del volume 104 del manga, raffigurante Rufy nelle vesti di Nika grazie al risveglio del Frutto del diavolo; sullo sfondo, Momonosuke sotto forma di drago e Hiyori.

Rufy ha ingerito il frutto del diavolo Gom Gom (ゴムゴムの実?, Gomu Gomu no Mi, Gum Gum nell'edizione italiana dell'anime), che lo ha reso un uomo di gomma: ciò gli permette di allungare il proprio corpo senza limiti apparenti e di non subire danni da attacchi fisici, come pugni o urti, e dai proiettili; inoltre, essendo la gomma un materiale dielettrico, lo rende immune ad attacchi basati sull'elettricità. Inizialmente ritenuto un paramisha, durante lo scontro con Kaido viene rivelato che il frutto è in realtà lo Zoo Zoo mitologico Homo Homo modello Nika (トヒトの実 モデルニカ?, Hito Hito no Mi moderu Nika) che, oltre a conferire un corpo elastico, rende possibile la trasformazione del possessore in Nika, leggendario guerriero definito "dio del Sole". Il potere di Rufy è stato definito dai Cinque Astri di Saggezza come il più ridicolo dell'universo di One Piece: tale caratteristica era già stata introdotta da Oda in una SBS e raggiunge il suo apice quando viene mostrato il risveglio del frutto, con il quale il comportamento e lo stile di combattimento di Rufy assumono tratti comici e grotteschi paragonabili a quelli dei classici cartoni animati.
Durante l'allenamento con Rayleigh, impara a padroneggiare tutti e tre i tipi di ambizione, specializzandosi sul controllo dell'ambizione del re. È poi uno dei pochi personaggi in grado di udire voci di animali ancestrali, come i re del mare e Zunisha.

### Gear
Nel corso della storia Rufy sviluppa il potere del suo frutto attraverso una serie di tecniche dette Gear (ギア?, Gia, lett. "marcia"), che sfruttano l'elasticità del suo corpo per aumentare le prestazioni fisiche:
- Il Gear second (ギア2?, Gia Sekando) consente a Rufy di aumentare le prestazioni fisiche incrementando la propria circolazione sanguigna usando le gambe come pompe: ciò causa un aumento della temperatura del corpo e una velocizzazione del metabolismo, rendendo i suoi movimenti così veloci da risultare invisibili e aumentando la potenza dei suoi attacchi. Inizialmente l'uso eccessivo del Gear second causa a Rufy un forte stress fisico, impedendogli di muoversi per qualche tempo dopo la fine dei suoi effetti[65]. Nell'ideare il Gear second, e in particolare i nomi degli attacchi che Rufy sferra con questo potenziamento, Oda ha tratto ispirazione dalla canzone JET!!! del gruppo giapponese Dreams Come True[66]. Dopo i due anni di allenamento, Rufy ha padroneggiato la tecnica e può attivarla per brevi e controllati lassi di tempo usando qualsiasi parte del suo corpo, riducendo al minimo sia il suo tempo di attivazione sia le ripercussioni che può avere.
- Il Gear third (ギア3?, Gia Sādo) permette a Rufy di aumentare le dimensioni del suo corpo immettendo una grande quantità d'aria nelle sue ossa; l'aria immessa può essere spostata da un arto all'altro liberamente. Alle prime apparizioni il Gear third, al termine dell'utilizzo, rimpicciolisce il corpo di Rufy per un tempo pari a quello di utilizzo: tale effetto collaterale è sparito dopo i due anni di allenamento[65]; dopo i due anni di allenamento, Rufy ha affinato il controllo sull'aria per concentrarla in parti specifiche di braccia e gambe incrementando così la sua potenza d'impatto, laddove prima invece era mantenuta più uniformemente attraverso l'intero arto adoperato.
- Il Gear fourth (ギア4?, Gia Fōsu) riprende il concetto base del Gear third ma anziché gonfiare le ossa, Rufy immette aria nel suo sistema muscolare; ciò viene quindi combinato all'ambizione dell'armatura e all'elasticità del frutto Gom Gom, incrementando il suo potere sia offensivamente sia difensivamente, dandogli anche diverse varianti con diversi punti di forza: il Boundman (弾む男?, Baundoman, lett. "uomo rimbalzo"), una forma equilibrata che gli dona una maggiore potenza d'attacco, la capacità di volare "rimbalzando" nell'aria[67] e una discreta elasticità del corpo come protezione[68]; il Tankman (タンクマン?, Tankuman), forma principalmente difensiva che gli permette di deflettere o assorbire gli attacchi concentrando aria e ambizione principalmente nel torso[67]; e lo Snakeman (蛇男?, Suneikuman, lett. "uomo serpente"), votata all'attacco, che aumenta notevolmente la velocità di Rufy e dei suoi attacchi, aumentando anche la portata di questi ultimi e permettendogli di modificarne la direzione senza indebolirli[69]. Essendo molto dispendioso in termini di energia, il Gear fourth ha una durata molto breve dopodiché Rufy diventa incapace di utilizzare l'Ambizione per dieci minuti[70].
- Il Gear fifth (ギア5?, Gia Fifusu) è il risveglio del frutto: in questo stato Rufy ottiene l'aspetto di Nika, ottenendo capelli (i quali ottengono anche un aspetto fiammeggiante), occhi e vestiti completamente bianchi, e ricopre interamente il suo corpo con l'ambizione dell'armatura e del re conquistatore. Oltre a un notevole aumento di forza e resistenza Rufy ottiene il controllo totale del suo corpo potendone modificare forma e dimensioni a suo piacimento, permettendogli ad esempio di adattarsi agli oggetti che lo colpiscono, e la facoltà di estendere il potere anche a tutto ciò con cui entra in contatto rendendolo elastico e deformabile, inclusi i corpi altrui[71][24]: secondo gli Astri di Saggezza ciò gli conferisce una libertà nel combattimento senza pari, poiché le potenzialità del Frutto risulterebbero limitate solo dall'immaginazione del suo utilizzatore[10].

### Ambizione
Durante l'allenamento con Rayleigh, Rufy impara a padroneggiare i tre tipi di ambizione:
- Grazie all'ambizione della percezione Rufy è in grado di anticipare gli attacchi altrui, nonché di percepire la traiettoria di proiettili e la presenza di persone e animali intorno a lui. Secondo il Re oscuro, con questa ambizione Rufy è in grado di comprendere la personalità degli individui, utilizzandola per anticipare le loro mosse[72]. Durante lo scontro con Katakuri, inoltre, affina ulteriormente la sua padronanza della percezione, iniziando a vedere brevemente nel futuro[73][74].
- Con l'ambizione dell'armatura Rufy può aumentare il suo attacco e la sua difesa, e usandola in combinazione con il suo Frutto del diavolo è riuscito a creare il Gear Fourth[65]. Al paese di Wa, Hyogoro lo allena per far sì che impari ad estendere l'ambizione al di fuori del proprio corpo, generando attacchi che riescono a oltrepassare corazze e che colpiscono a distanza[75].
- Già in grado di utilizzarla inconsciamente, allenandosi con Rayleigh Rufy impara a utilizzare volontariamente l'ambizione del re conquistatore, specializzandosi nel suo utilizzo[63]. La sua padronanza di questa ambizione è tale da consentirgli di neutralizzare cinquantamila uomini pesce in una volta sola; durante lo scontro contro Kaido riesce ad affinarla ulteriormente imparando a riverstirvi i suoi attacchi[76].

## Altri media

### Animazione
Nell'edizione originale della serie televisiva anime e nei media derivati, Rufy è doppiato da una seiyū donna: Mayumi Tanaka. La doppiatrice, scherzando, si è detta dispiaciuta di non potere interpretare meglio il personaggio, per il fatto che lei è una mamma e Rufy molto più giovane. Nel suo lavoro, Tanaka si sforza inoltre di rendere il più verosimile possibile le scene in cui il personaggio parla mentre mangia. Tanaka ha anche doppiato il personaggio nella versione giapponese della serie live action One Piece. Nell'OAV One Piece: Taose! Kaizoku Gyanzac Rufy è stato invece doppiato da Urara Takano.
In Italia la Merak Film ha scelto per il personaggio una voce maschile, quella di Luigi Rosa. Dall'episodio 256 e dal sesto film il doppiaggio è passato a Renato Novara, adducendo come motivazione il deteriorarsi dei rapporti lavorativi tra doppiatore e società. Tale versione però, venne smentita dallo stesso Luigi Rosa durante il Cavacon Summer Edition 2015, affermando di essere stato sostituito, a sua insaputa, a causa di una richiesta fatta alla società di doppiaggio da parte della rete, ovvero Italia 1; secondo Novara, il cambio di doppiatore è stato richiesto per "alleggerire" la voce in carica. Rosa torna a prestare la voce a Rufy in occasione dell'uscita della versione home video del film One Piece Stampede - Il film, in un doppiaggio alternativo presente nei contenuti speciali. A Rufy da bambino viene prestata la voce da Patrizia Scianca nei primi episodi, da Monica Bonetto nell'episodio 45, da Cinzia Massironi nell'episodio 279, da Jolanda Granato nell'episodio 316, e da Marcella Silvestri a partire dall'episodio 457.

### Serie televisiva
Nella serie live action di Netflix Rufy è interpretato dall'attore messicano Iñaki Godoy. Secondo i produttori, la scelta dell'attore è stata pressoché unanime, reputandolo la persona più adatta a interpretare il giovane pirata anche grazie all'entusiasmo con cui ha affrontato il ruolo, dovuto anche al fatto di essere un fan sfegatato della serie e del personaggio stesso. Lo stesso Oda, durante un incontro con Godoy, lo ha descritto come identico al suo protagonista:
(Dall'incontro tra Eiichiro Oda e Iñaki Godoy)
In italiano è doppiato da Leonardo Della Bianca e da bambino da Gabriele Piancatelli.

## Accoglienza

### Critica
Rufy si è piazzato al primo posto in tutti i sondaggi di popolarità sui personaggi di One Piece, risultando il più amato dal pubblico. La Society for the Promotion of Japanese Animation lo ha indicato tra i finalisti nella categoria per il miglior personaggio maschile del 2008, dove è stato però battuto da Ichigo Kurosaki di Bleach. È stato inoltre incluso al 22º posto nella lista dei personaggi di anime migliori di sempre dalla redazione di IGN. In un sondaggio condotto nel 2012 da Fuji TV sugli eroi e le eroine più amate della televisione nipponica tra il pubblico giapponese, Rufy è emerso al primo posto, a pari merito con Son Goku di Dragon Ball, ricevendo consensi soprattutto tra i giovani fino ai trent'anni, mentre secondo un sondaggio di MyAnimeList è risultato essere il protagonista shōnen preferito dai lettori occidentali.
Rufy è stato apprezzato dalla critica. Paragonando il personaggio ad altri protagonisti di serie shōnen come Naruto Uzumaki di Naruto o Ichigo Kurosaki di Bleach, Joe McCulloch ha affermato di preferire Rufy, in quanto il ragazzo non è un predestinato "combinaguai in possesso di poteri vasti e nascosti", ma ottiene i suoi poteri per caso e si impegna a fondo per fare avverare il suo sogno. Dello stesso avviso è Rika Takahashi di EX.org, la quale ha affermato che il personaggio di Rufy, con la sua personalità e il suo corpo elastico, differenziano One Piece dai tipici manga di avventura e combattimenti. Carlos Ross di T.H.E.M. Anime l'ha definito un "simpatico sciocco" e un idealista capace di contagiare con il suo ottimismo, mentre Zac Bertschy di Anime News Network un duro dal cuore d'oro.

### Influenza culturale
Nel 2008 Toei Animation ha sponsorizzato la squadra italiana Modena Volley con un'immagine di Rufy sulle divise dei due liberi Pietro Rinaldi e Edoardo Ciabattini. Il personaggio è apparso inoltre sulla copertina dell'edizione di gennaio 2010 della rivista giapponese di moda Men's Non-no, prima volta per un personaggio dei fumetti negli oltre vent'anni di storia della rivista.
Nel 2019 l'isola di Sarushima ha cambiato il suo nome in "Monkey D. Luffy Island" per il periodo dall'8 luglio al 20 ottobre, in omaggio al ventesimo anniversario della pubblicazione del primo volume del manga. Rufy è stato anche ritratto in una statua di bronzo posta nella prefettura di Kumamoto, città natale dell'autore Eiichiro Oda, come ringraziamento per il suo supporto dopo il terremoto del 2016. La statua appartiene ad una serie raffigurante i membri della ciurma di Cappello di paglia, ed è la terza ad essere stata rivelata dopo quelle di Sanji e Usop. 
È stato scelto, assieme ad altri otto protagonisti di altrettanti manga, come ambasciatore olimpico alle olimpiadi di Tokyo del 2020; durante gli stessi giochi l'atleta Miltiadīs Tentoglou, vincitore della medaglia d'oro nel salto in lungo, ha reso omaggio a One Piece durante l'ingresso in campo mettendosi nella posa che Rufy assume per il gear second. Similmente, nelle olimpiadi di Parigi del 2024 l'atleta Payton Otterdahl si è messo nella posa del Gear Fourth. 
Un pallone raffigurante Rufy è stato utilizzato durante le edizioni del 2023 e 2024 della Macy's Thanksgiving Day Parade; nell'edizione del 2023, un incidente ha tuttavia creato un buco nel pallone, causandone il parziale sgonfiamento.

### Merchandise
Nel settembre 2020 sono state realizzate delle illustrazioni raffiguranti Rufy e Zoro indossanti dei capi firmati Gucci, in occasione di una collaborazione tra il marchio di moda e il franchise di Oda. Il marchio di borse spagnolo Mis zapatos, in collaborazione con il manga di One Piece, ha messo in vendita dei modelli di borse e zaini raffiguranti Rufy e Zoro. Nel 2023 Seiko ha annunciato la produzione di un orologio in edizione limitata ispirato al Gear 5.

### Apparizioni in altre opere
Rufy compare nel capitolo crossover presente nel volume speciale del manga Toriko. È un personaggio giocabile nel videogiochi Jump Force e J-Stars Victory Vs come rappresentante del manga. Nel 2015, Rufy è comparso in CGI nella serie televisiva nipponica Yonimo Kimyona Monogatari assieme all'attore Hiroshi Abe in un episodio speciale per il venticinquesimo anniversario della serie.